# یحمور (طرطوس)
یحمور (به عربی: یحمور) یک منطقهٔ مسکونی در سوریه است که در استان طرطوس واقع شده‌است. یحمور ۳٬۷۷۲ نفر جمعیت دارد.